# 米隆拉沙佩勒
米隆拉沙佩勒（法語：Milon-la-Chapelle，法語發音：[milɔ̃ la ʃapɛl]）是法国伊夫林省的一个市镇，属于朗布依埃区。

## 地理
米隆拉沙佩勒（48°43'35"N, 2°2'57"E）面积3.06 平方千米，位于法国法蘭西島大區伊夫林省，该省份为法国北部内陆省份，北起瓦兹河谷省，西接厄尔省，西南接厄尔-卢瓦省，东南接埃松省，东临上塞纳省。
与米隆拉沙佩勒接壤的市镇（或旧市镇、城区）包括：舍夫勒斯、马尼莱阿莫、圣朗贝尔、圣雷米莱舍夫勒斯。

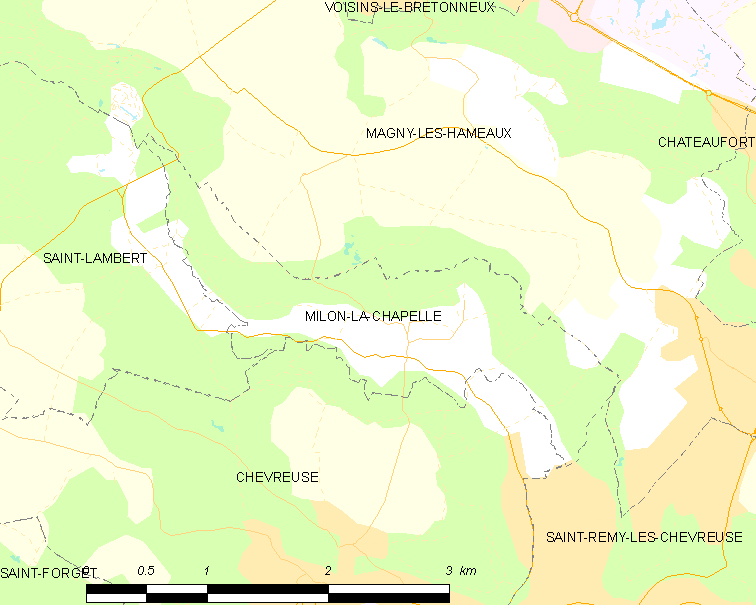
米隆拉沙佩勒的OSM定位图

米隆拉沙佩勒的时区为UTC+01:00、UTC+02:00（夏令时）。

## 行政
米隆拉沙佩勒的邮政编码为78470，INSEE市镇编码为78406。

## 政治
米隆拉沙佩勒所属的省级选区为莫尔帕县。

## 人口

1962-2008年间米隆拉沙佩勒人口变化图示

米隆拉沙佩勒于2022年1月1日时的人口数量为292人。